# 이도경 (배우)
이도경(李度慶, 본명 : 하준호 1953년 6월 1일 ~ )은 대한민국의 배우이다.

## 연기 활동

### 드라마
- 2010년 MBC 주말연속극 《글로리아》 ... 술집 주인 역
- 2011년 SBS 뮤지컬드라마 《더 뮤지컬》 ... 은비 부 역
- 2012년 MBC 미니시리즈 《더킹 투하츠》 ... 김남일 역
- 2013년 MBC 미니시리즈 《구가의 서》 ... 공달선생 역
- 2013년 MBC 미니시리즈 《메디컬 탑팀》 ... 천만배 역
- 2014년 JTBC 드라마 《하녀들》 ... 태조 이성계 역
- 2015년 JTBC 드라마 《라스트》 ... 정만출 사장 역
- 2017년 OCN 주말드라마 《보이스》 ... 모기범 역
- 2017년 MBC 월화드라마 《역적 : 백성을 훔친 도적》
- 2017년 OCN 주말드라마 《블랙》 ... 오천수 역
- 2018년 KBS2 월화드라마 《우리가 만난 기적》 ... 송모동 역
- 2019년 tvN 토일드라마 《아스달 연대기》 ... 아사론 역
- 2019년 SBS 금토드라마 《의사 요한》 ... 유덕규 역
- 2020년 KBS2 수목드라마 《포레스트》 ... 최정목 역
- 2020년 SBS 금토드라마 《하이에나》 ... 하 회장 역
- 2021년 KBS2 수목드라마 《달리와 감자탕》 ... 김흥천 역
- 2022년 tvN 토일드라마 《환혼》 ... 허염 역
- 2022년 ENA 수목드라마 《이상한 변호사 우영우》 ... 박규식 역 (특별출연)
- 2022년 tvN 토일드라마 《환혼 빛과 그림자》 ... 허염 역

### 영화
- 2003년 《와일드 카드》 ... 도상춘 역
- 2006년 《마강호텔》 ... 재일파 보스 이재일 역
- 2006년 《사생결단》 ... 장철 역
- 2006년 《마이 캡틴 김대출》 ... 할배 역
- 2008년 《신기전》 ... 홍만 역
- 2010년 《베스트셀러》 ... 소장 역
- 2011년 《퍼펙트 게임》 ... 성기영 역
- 2012년 《남쪽으로 튀어》 ... 김하수 역
- 2013년 《아빠를 빌려드립니다》 ... 미용실 가게주인 역
- 2014년 《역린》 ... 안국래 역
- 2014년 《신의 한 수》 ... 왕사범 역
- 2015년 《협녀, 칼의 기억》 ... 대목장 역
- 2016년 《국가대표 2》 ... 이영식 역
- 2017년 《그래, 가족》 ... 맹달 역
- 2018년 《물괴》 ... 송 할배 역
- 2018년 《완벽한 타인》... 예진 아버지 (목소리) 역 (특별출연)
- 2025년 《파과》... 사이비 교주 역

### 연극
- 1997년 ~ 2009년 《용띠위에 개띠》 ... 연출/주연
- 1992년~1995년, 2000년 《불 좀 꺼주세요》